# Оника (Алабама)
Оника (енгл. Onycha) град је у америчкој савезној држави Алабама. По попису становништва из 2010. у њему је живело 184 становника.

## Демографија
Према попису становништва из 2010. у граду је живело 184 становника, што је 24 (11,5%) становника мање него 2000. године.
| Група             | 2000.       | 2010.       |
| Белци             | 205 (98,6%) | 176 (95,7%) |
| Афроамериканци    | 0 (0,0%)    | 0 (0,0%)    |
| Азијати           | 0 (0,0%)    | 0 (0,0%)    |
| Хиспаноамериканци | 1 (0,5%)    | 0 (0,0%)    |
| Укупно            | 208         | 184         |